# العائدة (مسلسل)
العائدة هو مسلسل تلفزيوني لبناني أنتج وعُرض في رمضان 1433 هـ/2012م، من إخراج كارولين ميلان وتأليف شكري أنيس فاخوري، ومن بطولة كارمن لبس، فادي إبراهيم، ندى ريمي، عصام الأشقر، وليد العلايلي وسلطان ديب.

## قصة المسلسل
تقضي (ميسم عبود) عدة سنوات في السجن بعد اتهامها في جريمة قتل لا صلة لها بها، وعندما تخرج من السجن تقودها رغبة قوية للانتقام ممّن أوصلها إلى السجن وكشف السبب وراء سجنها.

## الممثلون
- كارمن لبّس (ميسم عبود)
- فادي إبراهيم (عامر خير)
- ندى ريمي
- عصام الأشقر
- وليد العلايلي
- سلطان ديب
- نبيل عساف
- جنيد زين الدين
- جورج حرّان
- جوزيف بو نصّار
- جوي خوري
- آية طيبا
- طوني ريمي
- ميرنا مكرزل
- نجلا الهاشم
- ناظم عيسى
- ريمي عقل
- الكو داوود

### أبطال الجزء الثاني
- طوني عيسى
- كارلا بطرس
- طارق تميم
- ليزا الدبس